# Dornstadt
Dornstadt est une commune de Bade-Wurtemberg (Allemagne), située dans l'arrondissement d'Alb-Danube, dans la région Donau-Iller, dans le district de Tübingen.

## Géographie

### Quartiers
- Bollingen
- Scharenstetten
- Temmenhausen
- Tomerdingen

## Personnalités liées à la ville
- Joseph Wannenmacher (1722-1780), peintre né et mort à Tomerdingen.